# 杨小富
杨小富（1951年11月16日－2017年12月8日），曾被误译为江小府、江小福或仰萧伏，越南政治家，赫蒙族。他曾任越南政府民族委员会主席（2007年至2016年），越南共产党中央执行委员会第九、十、十一届会议委员。原中央组委会副主任，原省委书记、省人民议会主席，老街省国会代表团团长。国民议会第十一、十二、十三届会议代表。